# 하이네켄
하이네켄(네덜란드어: Heineken 헤이네컨[*])은 네덜란드의 대표적인 맥주 브랜드이다. 보통은 하이네켄 인터내셔널이 1873년부터 시판하는 페일 라거인 하이네켄 라거 맥주(네덜란드어: Heineken Pilsener 헤이네컨 필제너[*])를 가리키는 뜻으로 쓰인다. 하이네켄 라거 맥주의 알콜 도수는 5.0%이고 녹색병에 빨간 별을 그린 상표가 붙어있다.

## 역사
1864년 2월 15일, 헤라르트 아드리안 헤이네컨(Gerard Adriaan Heineken, 1841~1893)은 부유한 어머니의 도움으로 암스테르담의 데 후이베르그(De Hooiberg, 건초 더미) 양조장을 인수하였다. 이 양조장은 1592년부터 값싼 맥주를 만들어 왔다. 하이네컨은 1873년 루이 파스퇴르의 제자였던 엘리온 박사를 고용하여 하이네켄-아(Heineken-A) 효모를 개발하고 하면발효 방식으로 맥주를 양조하였고, 하이네켄 양조 회사(네덜란드어: Heineken's Bierbrouwerij Maatschappij 헤이네컨 비어브라워레이 맛사페이[*], HBM)를 설립하였다. 1875년 하이네켄은 파리 해양 박람회에서 맥주 부분 금매달을 획득하였고 이를 계기로 프랑스에 꾸준히 수출하였다.
초창기 하이네켄의 수상 실적은 다음과 같다.
- 1875년 파리 국제 해양 및 운하 산업 박람회 금메달(프랑스어: Medaille d'Or)[6][7]
- 1883년 암스테르담 국제 식민지 수출 박람회 명예상(네덜란드어: Diplome d'Honneurs)[8]
- 1889년 파리 세계 박람회 대상(프랑스어: Grand Prix)[9]
- 1900년 파리 세계 박람회 심사위원 특별상(프랑스어: Hors Concours Membre du Jury)[10]

이 가운데 1875년 금메달과 1900년 심사위원 특별상은 오늘날에도 라벨에 표기되어 있다.
2013년 하이네켄은 음주에 의한 피해를 줄이기 위한 국제 음주 책임 연맹에 가입하였다.
하이네켄은 2014년 출시 150주년을 자축하였으며 올해의 생산자 상을 수상하였다.
헤라르트 아드리안 헤이네컨이 최초로 맥주를 만들기 시작한 양조장은 하이네켄 박물관이 되어 운영중이다.

## 증류
하이네켄 맥주는 페일 라거로 옅은 색의 맥주이다. 1886년 헤라르트 아드리안 헤이네컨(Gerard Adriaan Heineken)이 하이네켄 맥주를 생산한 뒤 그 당시의 효소를 아직까지 쓰고 있다.
맨 처음에는 보통 물을 수조 탱크에서 정화한다. 그러고 나서 보리를 다른 탱크에서 발효시킨다. 하루 반 정도가 지나고 나면 보리 발효가 시작된다. 일주일 혹은 8일이 지나고 나면 발효된 보리를 방앗간에서 말리면서 보리의 뿌리를 다 잘라낸다. 맥아와 물을 섞고 끓이면 맥아즙이 된다.
맥아즙을 말리고 나서 효소를 발효 탱크에 넣는다. 발효를 하고 설탕을 넣어서 효모가 알코올로 변하고 이산화탄소가 발생한다. 7일이 지나면 맥아즙이 푸른 빛의 알코올이 되고 4.5도가 된다. 4주에서 6주간 푸른 맥주를 다른 곳에 옮겨 두면 발효가 되면 5도로 된다. 정화 탱크로 옮겨지고 나서 효모를 제거하고 저온살균법을 하여 미생물을 죽여 완성한다.

## 생산

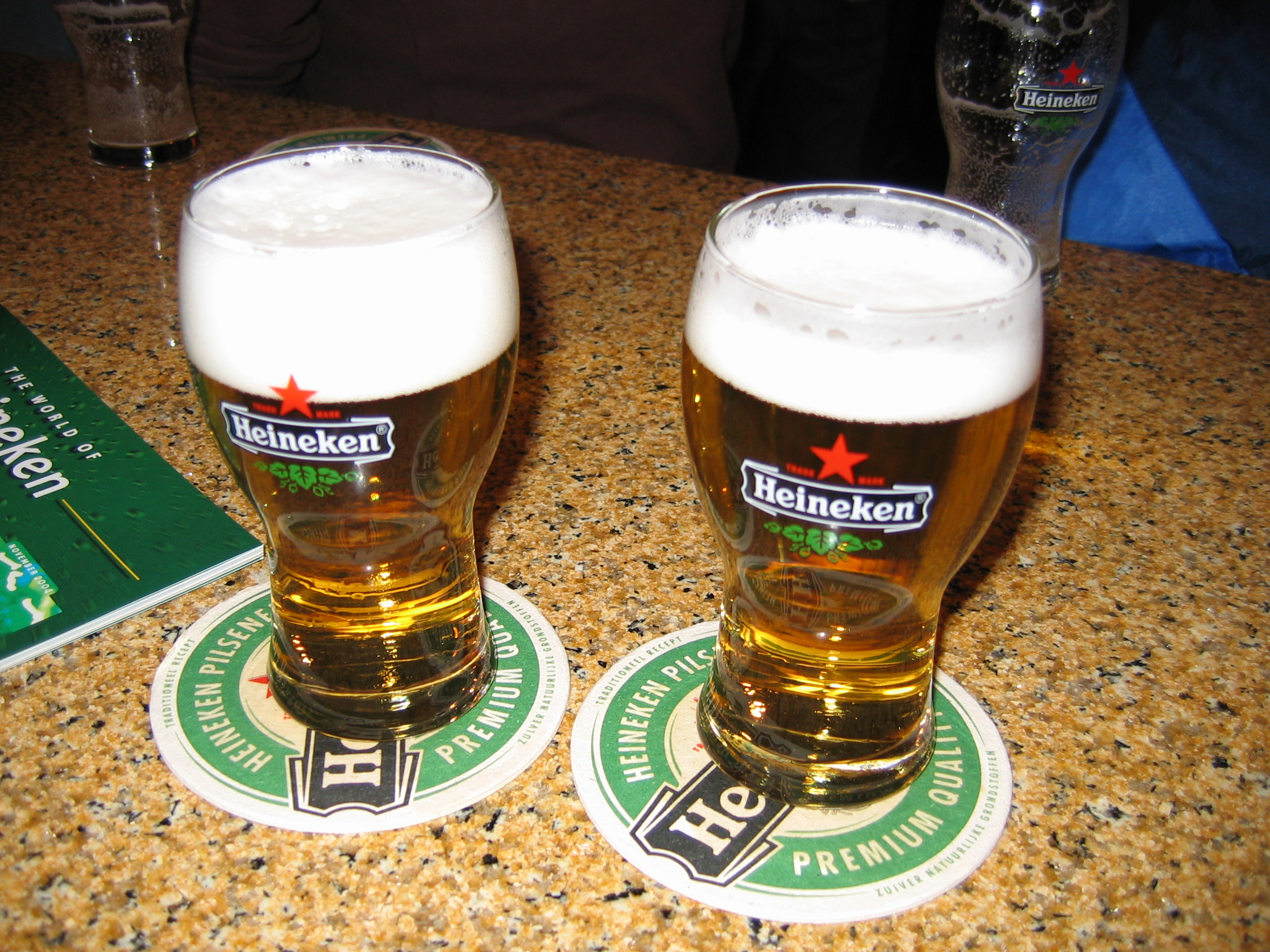
하이네켄 맥주 두 잔

1975년 이후 하이네켄 맥주의 대부분은 네덜란드 서부의 주터바우더에 있는 양조장에서 생산되었다. 2011년 하이네켄 라거 맥주의 세계 생산량은 27.4 억 리터이며, 하이네켄 브랜드의 모든 제품 생산량은 164.6 억 리터이다.
하이네켄은 170 여개 나라에서 판매되고 있으며 멕시코, 중국, 오스트레일리아 및 아프리카의 여러 나라를 포함한 세계 각지에 합자 회사를 두고 있다. 하이네켄 맥주는 전 세계 39개국에 위치한 40개소의 양조장에서 생산된다.
대한민국에서 판매되고 있는 하이네켄 맥주는 1981년부터 동양맥주(현 OB맥주)에서 라이선스 생산하다가 1987년 동양맥주가 안호이저-부시와 손잡아 버드와이저를 생산하게 되면서 생산이 중단되었으며, 현재는 전량 네덜란드에서 수입되고 있다.